# Alboin
Alboin je bil legendarni kralj Langobardov, ki je vladal približno od leta 560 do 572, * 530. leta, Panonija,  † 28. junij 572, Verona, Langobardsko kraljestvo.
Med njegovo vladavino so Langobardi končali svojo selitev iz porečja Labe v severno Italijo, ki so jo osvojili v letih 569 do 572. Njihova naselitev je imela trajne posledice tako v Italiji kot v Panonski nižini. Po Alboinovi  zmagi nad Gepidi leta 552 in odhodu Langobardov iz Panonske nižine se je tam končala prevlada germanskih ljudstev. 
Obdobje Alboinovega vladanja v Panoniji, ki se je začelo po smrti očeta Audoina, so zaznamovali stalni konflikti Langobardov z njihovimi sosedi Gepidi. Na začetku so imeli premoč Gepidi, po Alboinovi sklenitvi zavezništva z Avari leta 567 pa so jih Langobardi dokončno porazili. Gepidsko ozemlje so zasedli Avari. Naraščajoča moč njihovih novih sosedov je Alboinu povzročalo nelagodje, zato se je odločil, da zapusti Panonijo in odide v Italijo v upanju, da mu Bizantinsko cesarstvo, oslabljeno zaradi gotskih vojn tega ne bo moglo preprečiti.
Po ustanovitvi zveze več ljudstev je leta 568 prekoračil Julijske Alpe in vdrl v komaj branjeno Italijo. Hitro je zasedel skoraj celo Benečijo in Ligurijo in leta 569 brez odpora zasedel glavno severnoitalijansko mesto Milano.  Pavia se je vdala šele po tri leta trajajočem obleganju. Alboin je nato obrnil svojo pozornost proti Toskani. Med njegovimi privrženci pa so se začela pojavljati nesoglasja, ki so zmanjšala njegov nadzor nad vojsko.
Alboina so 28. junija 572 umorili v državnem udaru na pobudo Bizantincev. Umor je s pomočjo Alboinovega komornika Peredea in soglasjem kraljice Rozamunde, hčerke ubitega gepidskaga kralja Kunimunda, organiziral plemič Helmihis. Državni udar zaradi nasprotovanja večine Langobardov ni uspel. Plemstvo je za Alboinovega naslednika izvolilo Klefa in prisililo Helmihisa in Rozamundo na beg v Raveno pod zaščito bizantinskega cesarja. 
Z Alboinovo smrtjo so Langobardi izgubili vladarja, ki jih je iz porečja Labe pripeljal v Italijo, in edinega voditelja, ki je bil sposoben povezati novorojeno langobardsko entiteto. Alboinova junaštva in vojaške uspehe so v saški in bavarski epski poeziji opevali še več stoletij po njegovi smrti.